# Свираны (Брестская область)
Свираны (бел. Свіраны) — деревня в Барановичском районе Брестской области Белоруссии. Входит в состав Жемчужненского сельсовета. Население — 121 человек (2023).
В основе названия — сельскохозяйственная постройка типа амбара, складского помещения.

## География
К западу от деревни протекает река Сокульница, левый приток реки Исса.

## История
В 1886 году в Люшневской волости Слонимского уезда Гродненской губернии. На карте 1910 года указана под названием Свиряны. С 1921 года в гмине Люшнево Слонимского повета Новогрудского воеводства Польши.
С 1939 года в составе БССР. В 1941—1944 годах оккупирована немецко-фашистскими захватчиками. На фронтах войны погибли 14 односельчан.
До 22 марта 1962 года входила в состав Полонковского сельсовета, до 18 марта 1985 года — в состав Перховичского сельсовета.

## Население
По состоянию на 1 января 2023 года в деревне проживало 121 человек в 53 хозяйствах, в том числе 10 моложе трудоспособного возраста, 72 — в трудоспособном возрасте и 39 — старше трудоспособного возраста. 
| Численность населения (по переписи) | Численность населения (по переписи) | Численность населения (по переписи) | Численность населения (по переписи) | Численность населения (по переписи) | Численность населения (по переписи) | Численность населения (по переписи) |
| 1909                                | 1921                                | 1959                                | 1970                                | 1999                                | 2009                                | 2019                                |
| ----------------------------------- | ----------------------------------- | ----------------------------------- | ----------------------------------- | ----------------------------------- | ----------------------------------- | ----------------------------------- |
| 509                                 | ↘288                                | ↗367                                | ↗469                                | ↘198                                | ↘175                                | ↘113                                |

## Достопримечательности
- Памятник землякам. В центре деревни. Для увековечения памяти 63 земляков, погибших на фронтах Великой Отечественной войны. В 1972 году установлен обелиск[8].